# Bulbophyllum rutenbergianum
Bulbophyllum rutenbergianum là một loài phong lan thuộc chi Bulbophyllum.